# 소사벌중학교
소사벌중학교(素沙伐中學校)는 경기도 평택시 비전동에 있는 공립 중학교이다.

## 학교 연혁
- 2025년 3월 17일 : 개교